# Што више, то боље (филм из 1943)
Што више, то боље (енгл. The More the Merrier) је америчка љубавна комедија из 1943. године, режисера и продуцента Џорџа Стивенса, према сценарију који су написали Роберт Расел, Френк Рос, Ричард Флурној и Луис Р. Фостер. Радња филма смештена је у Вашингтон и на комичан начин приказује несташицу станова током Другог светског рата.
Филм је био номинован за шест Оскара, за најбољи филм, најбољу режију, најбољу глумицу (Џин Артур), најбољу оригиналну причу и најбољи сценарио. Чарлс Коберн је за своју улогу освојио Оскара за најбољег споредног глумца.

## Радња
Пензионисани милионер Бенџамин Дингл долази у Вашингтон као саветник за питања несташице стамбеног простора, али открива да његов хотелски апартман неће бити слободан наредна два дана. У огласима види понуду за цимера и наговара невољну младу жену, Кони Милиган, да му изда пола свог стана. Следећег јутра, након што Кони оде на посао, Дингл упознаје наредника Џоа Картера, који тражи смештај за недељу дана док чека да буде распоређен у иностранство. Препознавши Џоа као прикладног младића за Кони, Дингл му издаје половину своје половине стана.
Када Кони открије насталу ситуацију, љутито наређује обојици да оду, али је приморана да попусти јер је већ потрошила кирију коју су платили. Џо и Кони убрзо развијају узајамну привлачност, иако је она верена за надменог бирократу Чарлса Џ. Пендергаста. Конина мајка се удала из љубави, а не због сигурности, и Кони је одлучна да не понови ту „грешку”. Дингл случајно упознаје Пендергаста на пословном ручку наредног дана и одлучује да би Џо био много бољи избор за Кони.
Једног дана, Дингл чита Џоу одломак из Кониног дневника, укључујући и њена размишљања о Џоу. Кони их затиче и захтева да обојица напусте стан сутрадан. Дингл преузима потпуну одговорност за инцидент и повлачи се у своју хотелску собу, која је у међувремену постала доступна. Џо поклања Кони путну торбу као знак извињења, и она му дозвољава да остане до поласка у Африку за два дана.
Џо позива Кони на вечеру те ноћи; она у почетку оклева, али одлучује да ће прихватити позив ако је Пендергаст не позове до 20 часова. У осам, Џо и Кони се спремају да крену, али их зауставља њен радознали млади комшија који тражи савет, чиме ненамерно задржава Кони док Пендергаст не стигне. Док Кони и Пендергаст одлазе заједно, Џо их посматра с прозора двогледом. Када га комшија пита шта ради, он у шали каже да је јапански шпијун.
Дингл зове Џоа на вечеру у ресторан, где се случајно срећу с Кони и Пендергастом. Дингл позива Пендергаста у свој апартман да разговарају о несташици станова, како би Џо и Кони остали насамо. Касније, Џо испрати Кони до куће. Њих двоје размењују приче о својим претходним љубавним искуствима и на крају се пољубе на степеницама. У стану, у немогућности да заспе, Џо кроз зид признаје Кони да је воли. Она му узвраћа осећања, али одбија да се уда за њега, јер ће их ускоро раздвојити његов одлазак у Африку.
Њих прекидају двојица грубих агената ФБИ-а, који су добили дојаву да је Џо јапански шпијун. Џо и Кони бивају приведени у седиште ФБИ-а. Они тврде да Дингл може да посведочи о Џоовој невиности. Дингл долази, доводећи и Пендергаста. Током испитивања, Пендергаст је шокиран када сазна да Џо и Кони живе на истој адреси. Када затраже од Дингла да потврди да је њихов суживот потпуно невин, он пориче да их познаје.
Испред станице, Дингл објашњава да је слагао како би заштитио своју репутацију. У таксију, сви заједно расправљају шта да ураде како би избегли скандал. Кони је разочарана пошто је Пендергасту стало само до каријере и враћа му прстен. Када се испостави да је један од сапутника у заједничком таксију новинар, Пендергаст трчи за њим у покушају да спречи да објави причу о томе да његова вереница живи с другим мушкарцем.
Дингл уверава Кони да ће, ако се уда за Џоа, криза бити избегнута, као и да могу касније брзо да пониште брак. Са 26 сати до Џоовог поласка за Африку, они послушају савет и путују авионом у Јужну Каролину да се венчају, пошто се тамо дозвола може брже добити него у Вашингтону. По повратку кући, Кони дозвољава Џоу да проведе своју последњу ноћ у њеном стану. Као што је Дингл и предвидео, Конина привлачност према Џоу можда ипак превазиђе њене сумње — што је додатно олакшао тиме што је ангажовао групу мушкараца из суседства да уклоне зид између њихових спаваћих соба. Напољу, Дингл мења таблу с именима на вратима стана у „Господин и госпођа Картер”.

## Улоге
| Глумац          | Улога                   |
| --------------- | ----------------------- |
| Џин Артур       | Констанс „Кони” Милиган |
| Џоел Макреј     | Џо Картер               |
| Чарлс Коберн    | Бенџамин Дингл          |
| Ричард Гејнс    | Чарлс Џ. Пендергаст     |
| Брус Бенет      | агент Еванс             |
| Френк Сали      | агент Пајк              |
| Дон Даглас      | агент Харди             |
| Клајд Филмор    | сенатор Нунан           |
| Стенли Клементс | Мортон Родакјевич       |